# Blooming Grove (Wisconsin)
Die Town of Blooming Grove ist eine von 34 Towns im Dane County im US-amerikanischen Bundesstaat Wisconsin. Im Jahr 2010 hatte die Town of Blooming Grove 1815 Einwohner.
Town hat in Wisconsin eine grundlegend andere Bedeutung als im übrigen englischsprachigen Bereich. Vielmehr entspricht sie den in den anderen US-Bundesstaaten üblichen Townships, die nach dem County die nächstkleinere Verwaltungseinheit bilden.
Das Gebiet der Town of Blooming Grove ist Bestandteil der Metropolregion Madison.

## Geografie
Die Town of Blooming Grove liegt im Süden Wisconsins, im östlichen Vorortbereich von dessen Hauptstadt Madison. Der am Mississippi gelegene Schnittpunkt der drei Bundesstaaten Wisconsin, Iowa und Minnesota liegt rund 200 km westnordwestlich; nach Illinois sind es rund 75 km in südlicher Richtung.
Die Koordinaten des geografischen Zentrums der Town of Blooming Grove sind 43°03′05″ nördlicher Breite und 89°16′43″ westlicher Länge. Sie erstreckt sich über eine Fläche von 23,5 km², die sich auf 19,4 km² Land- und 4,1 km² Wasserfläche verteilen. 
Die Town of Blooming Grove liegt im Zentrum des Dane County und besteht aus mehreren voneinander getrennten Teilen, die meist von der Stadt Madison umgeben sind. Weiterhin grenzt die Town an folgende Nachbartowns und selbständige Gemeinden: 
|                   | Town of Burke                               | Town of Sun Prairie      |
| City of Madison   | Kompassrose, die auf Nachbargemeinden zeigt | Town of Cottage Grove    |
| City of Fitchburg | Town of Dunn Village of McFarland           | Town of Pleasant Springs |

## Verkehr
Die auf einer gemeinsamen Strecke verlaufenden Interstate Highways 39 und 90 bilden die östliche Umgehungsstraße der Stadt Madison und führen zum Teil durch das Gebiet der Town of Blooming Grove. Im Osten der Town kreuzen die auf einer gemeinsamen Route von West nach Ost verlaufenden U.S. Highways 12 und 18 die Interstate. Alle weiteren Straßen sind untergeordnete Landstraßen sowie teils unbefestigte Fahrwege.
Für den Frachtverkehr verlaufen zwei Eisenbahnstrecken der Union Pacific Railroad und der zur Canadian Pacific Railway gehörenden SOO Line Railroad durch das Gebiet der Town.
Der nächste Flughafen ist der Dane County Regional Airport in Wisconsins Hauptstadt Madison (rund 15 km nordwestlich).

## Bevölkerung
Nach der Volkszählung im Jahr 2010 lebten in der Town of Blooming Grove 1815 Menschen in 789 Haushalten. Die Bevölkerungsdichte betrug 93,6 Einwohner pro Quadratkilometer. In den 789 Haushalten lebten statistisch je 2,3 Personen. 
Ethnisch betrachtet setzte sich die Bevölkerung zusammen aus 86,8 Prozent Weißen, 5,0 Prozent Afroamerikanern, 0,7 Prozent amerikanischen Ureinwohnern, 2,1 Prozent Asiaten, 0,1 Prozent (eine Person) Polynesiern sowie 2,3 Prozent aus anderen ethnischen Gruppen; 3,0 Prozent stammten von zwei oder mehr Ethnien ab. Unabhängig von der ethnischen Zugehörigkeit waren 6,4 Prozent der Bevölkerung spanischer oder lateinamerikanischer Abstammung. 
18,0 Prozent der Bevölkerung waren unter 18 Jahre alt, 69,9 Prozent waren zwischen 18 und 64 und 12,1 Prozent waren 65 Jahre oder älter. 49,3 Prozent der Bevölkerung war weiblich.
Das mittlere jährliche Einkommen eines Haushalts lag bei 60.682 USD. Das Pro-Kopf-Einkommen betrug 32.692 USD. 3,6 Prozent der Einwohner lebten unterhalb der Armutsgrenze.

## Ortschaften in der Town of Blooming Grove
Neben Streubesiedlung existieren in der Town of Blooming Grove keine weiteren Siedlungen.